# Oláhlápos
Oláhlápos (románul: Lăpuș) falu Romániában, Máramaros megyében.

## Fekvése
Máramaros megyében, Magyarlápostól északkeletre, Rogoz és Kohóvölgy között, a Lápos folyó mellett fekvő település.

## Nevének eredete
Nevét a területén keresztül folyó Lápos folyó vizéről, s az egykori lápos, mocsaras fekvése után kapta. Előnevét pedig lakosairól.

## Története
A település nevét 1315-ben említették először az oklevelek Lapos terra, 1505-ben Lapos, 1548-ban Olah-Lapos néven. Oláhlápos keletkezését is az 1500-as évek közepe tájára teszik, mivel a láposvidék urai a Bánffyak által felsorolt községek között még nem szerepelt neve mikor a birtokot Harinnai Farkas családnak zálogba adták.
A falu a Bánffy család ősi birtoka volt, melyet 1315-ben Károly Róbert király mint ősi örökségüket adta vissza a Bánffy család tagjainak Dénes fiainak Tamásnak és Istvánnak.
1506-ban birtokosai III. (Vak) Bogdán moldvai fejedelemnek adták el.
1506-ban Báthory Zsigmond a láposi ezüstbányákat haszonbérbe adta 500 tallérért Grison Jakab és Marconio Rocco nevű olaszoknak, s munkásoknak mellé adta Oláhlápost és lakosságát, mely e bányák szomszédjában volt.
1593-ban lakosai a nagybányai bányáknál teljesítettek szolgálatot.
1594-ben a település Herberstein Frigyes báró birtoka volt, aki azt 1598-ig Krakker Szaniszlónak adta haszonbérbe.
1598-ban Oláhlápos a kapniki ezüstbányákhoz tartozott.
1602-ben Báthory Zsigmond a települést - a hozzá tartozó Szászmező-pusztával együtt Szentlászlói Kamuthy Farkasnak és testvérének drági Kamuthi Balázsnak adományozta.
1618-ban Báthory Zsigmond fejedelem birtoka volt.
1659-ben Barcsay Ákos e birtokot Bánffy Györgynek és Dénesnek adta zálogba. A Bánffyaké maradt a későbbiekben is egészen 1769-ig.
1661 július 30-án Kemény János fejedelem Négerfalváról kiindulva itt szállt, s pihent meg megvert seregével, azonban a tatárok mindenütt a nyomukban voltak Ali basa vezérletével, s nagy pusztítást végeztek köztük; az elfogottakat legyilkolták vagy rabláncra fűzték.
1769-ben a kincstár a Bánffy örökösöktől az oláhláposi birtokot magához váltotta, s azt a nagybányai bányaigazgatóságnak adta át.

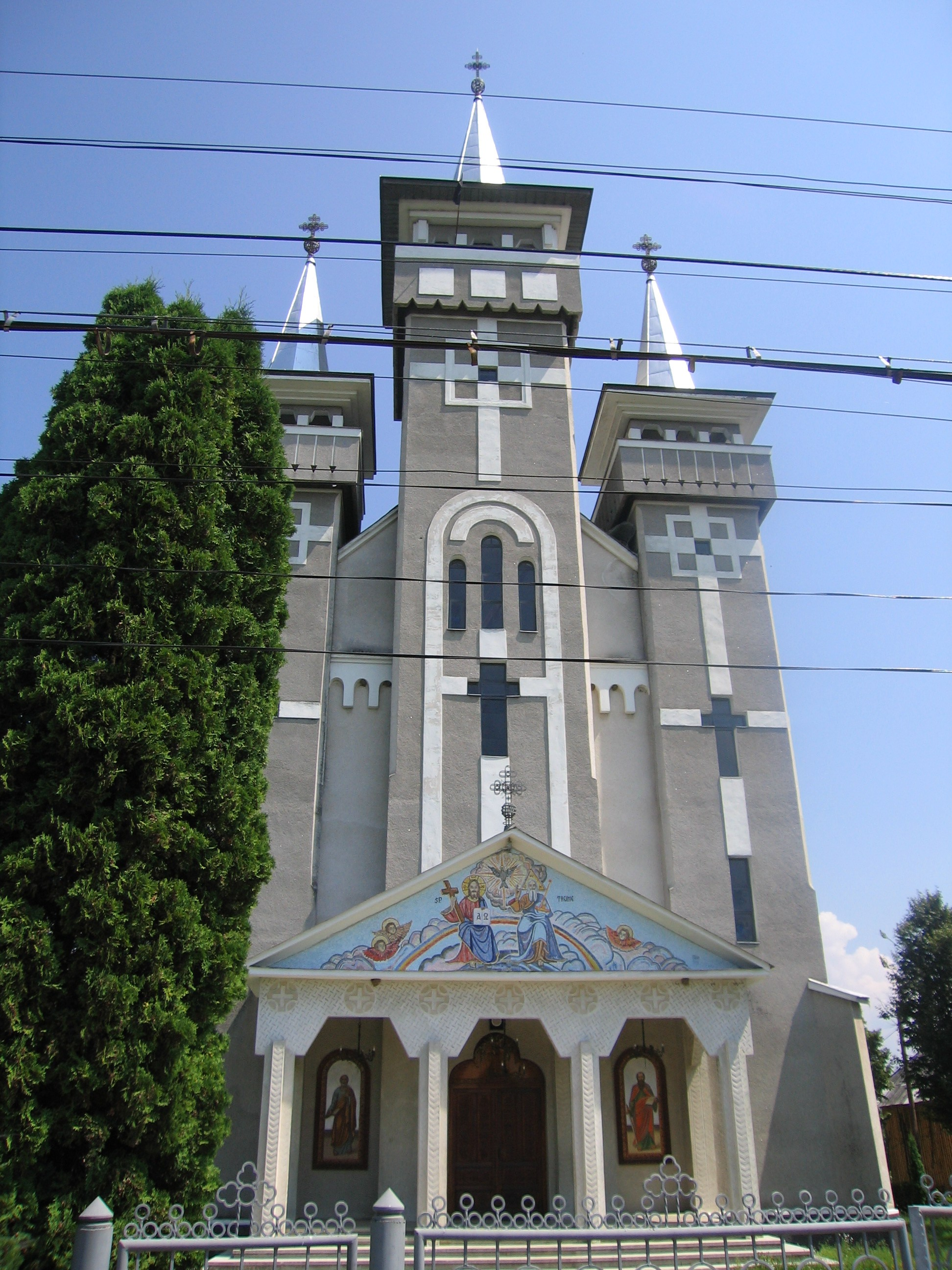
Ortodox templom

Oláhlápos határának 3600 holdnyi területe 1870-ig magába foglalta az oláhláposbányai arany-, ezüst és réztermelő bányatelepet a horgospataki (Sztrimbuly) kohászatot és erdészetet, valamint az 1846-1848-ban épített, 1850-ben üzembe vett, de 1892 év tavaszán beszüntetett rojahidai magyar királyi vasgyár-telepet is.
Az itteni vasgyár 1892-es bezárásáig a település lakossága viszonylag jólétben élt, azonban a kincstári uradalom, igazgatóság, vashámor, és a rojahidai vasgyár megszűntével lakói elszegényedtek.
1892-ben a település birtokosa az államkincstár volt.
A település lakói a 19. század végén, 20. század elején túlnyomóan románok voltak, de feles számú magyar lakossága is volt.
1857-ben a településnek 2406 lakosa volt, ebből 428 római katolikus, 1929 görögkatolikus, 3 evangélikus, 36 helvét lakosa volt.
1891-ben 2708 lakosából 416 római katolikus, 2235 görögkatolikus, 5 görögkeleti, 16 református, 3 lutheránus, 33 izraelita volt.
Oláhlápos a trianoni békeszerződés előtt Szolnok-Doboka vármegye magyarláposi járásához tartozott.

## Nevezetességek
- 17. századi ortodox fatemplom[1]
- Görögkatolikus kőtemplomát 1803-ban kezdték építeni.